# 羽前中山站
羽前中山站（日语：／ Uzen-Nakayama eki */?）是位於山形縣上山市中山3590番，東日本旅客鐵道（JR東日本）的奧羽本線（位於愛稱為山形線區間內）車站。

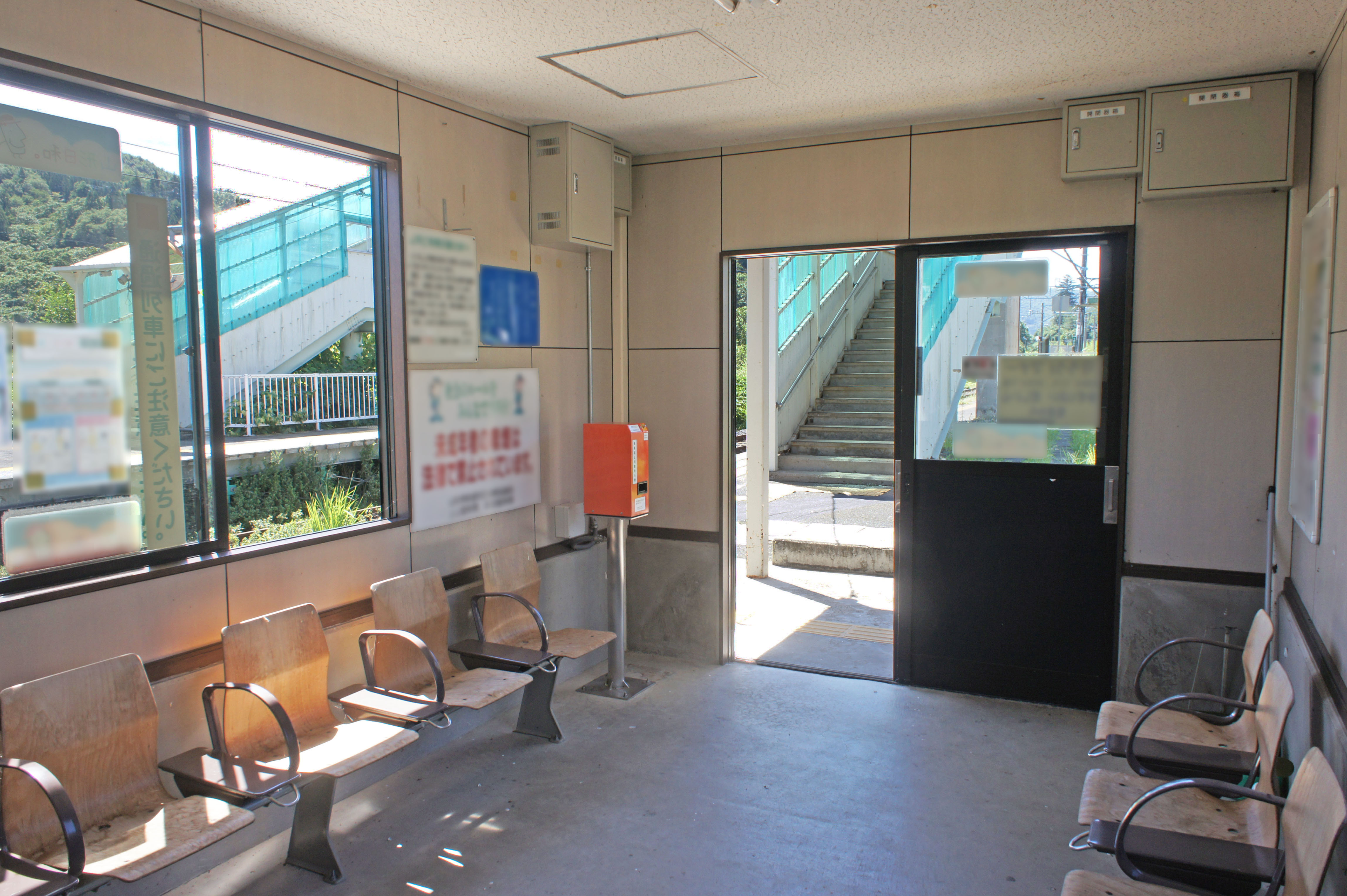
候車室内（2022年8月）

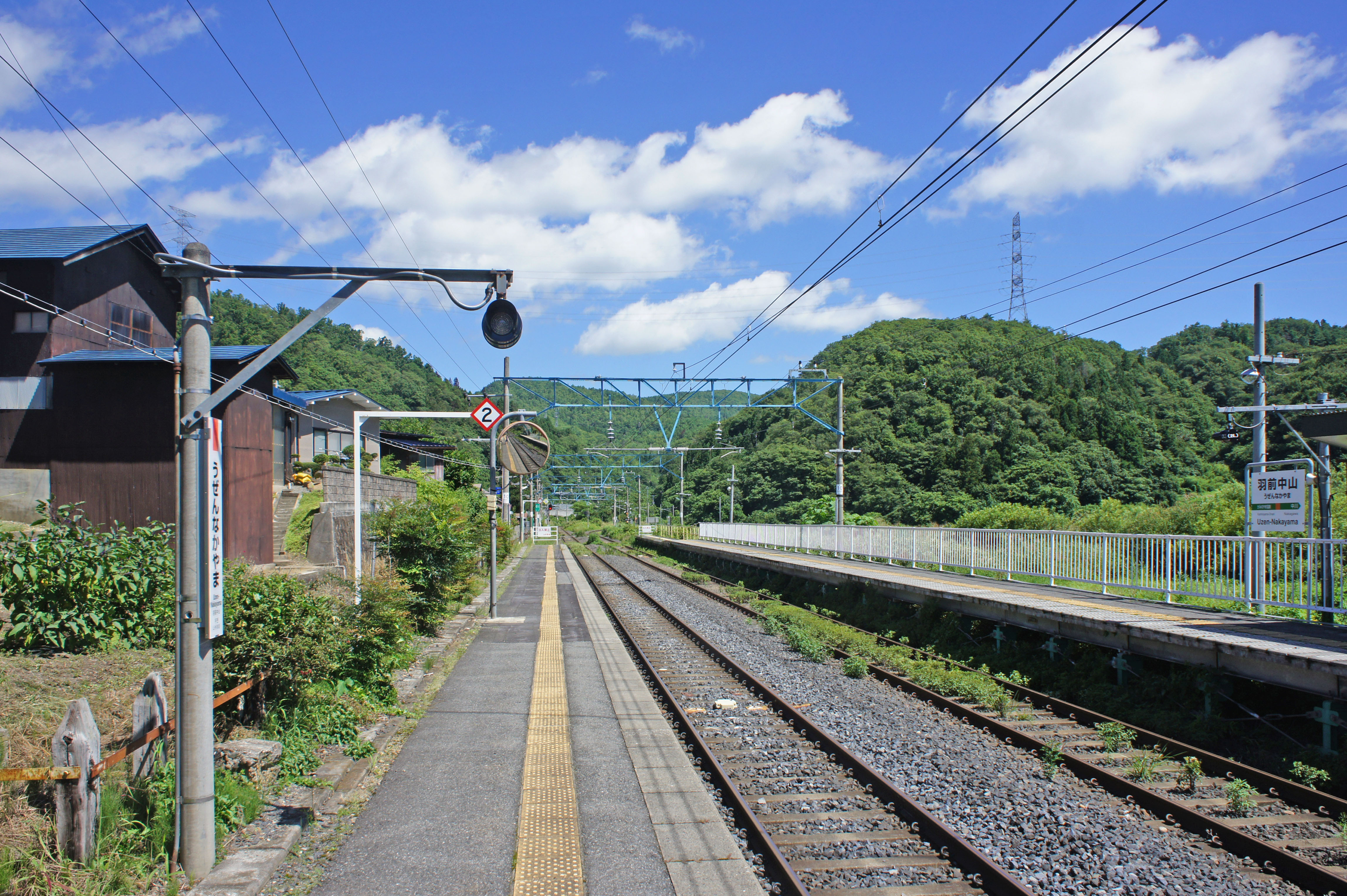
月台（2022年8月）

## 歷史
- 1952年（昭和27年）11月15日：車站啟用。
- 1970年（昭和45年）10月1日：成為無人車站。
- 1971年（昭和46年）：成為雙線鐵路，月台配置為2面2線的相對式月台。
- 1987年（昭和62年）4月1日：伴隨國鐵分割民營化，車站由東日本旅客鐵道（JR東日本）營運。
- 2001年（平成13年）：車站大樓重建。

## 車站構造
車站是一座地面車站，設有2面2線的相對式月台。各月台上設有跨線橋連接。車站大樓位於西邊，1號月台旁。
此站是由山形站管理的無人車站。在車站大樓內設有乘車站證明票發行機。
在此站向山形方向為雙線鐵路，米澤方向為單線鐵路。

### 月台
| 月台 | 路線    | 上下行 | 方向     |
| ---- | ------- | ------ | -------- |
| 1    | ■山形線 | 下行   | 山形方向 |
| 2    | ■山形線 | 上行   | 米澤方向 |

## 使用狀況
根據「山形縣」的資料，在2004年度1日平均乘車人次為108人。
| 乘車人次變化 | 乘車人次變化 |
| 年度         | 1日平均人次  |
| ------------ | ------------ |
| 2000         | 119          |
| 2001         | 116          |
| 2002         | 116          |
| 2003         | 110          |
| 2004         | 108          |

## 車站周邊
- 中山郵局
- 國道13號
- 前川壩（日语：前川ダム）

## 相鄰車站
東日本旅客鐵道（JR東日本）
■山形線（奧羽本線）
中川－羽前中山－上山溫泉

## 注腳
1. 1 2  . 東日本旅客鉄道.   [2020-02-02]. （原始内容存档于2020-12-13） （日语）.
2. ↑  『山形県の鉄道輸送』平成26年度版 - 山形県 （页面存档备份，存于）（日語）

## 外部連結
- 車站資訊（羽前中山）：東日本旅客鐵道（日語）